# 龍峴駅
龍峴駅（リョンヒョンえき、룡현역）は朝鮮民主主義人民共和国咸鏡北道鏡城郡に位置する朝鮮民主主義人民共和国鉄道省平羅線の駅である。

## 歴史
- 1924年10月11日：開業[1]。